# Jack Braun
Jack Braun, souvent prénommé Jacky Braun, né le 21 avril 1928 à Amiens et mort dans cette même ville le 18 octobre 2016, est un footballeur et entraîneur français.

## Biographie
Il est le fils de Marcel Braun, lui-même footballeur au Football étoile club de Levallois et à l'Amiens Athletic Club dans les années 1920,.
Jack Braun est l'un des meilleurs joueurs d'Amiens dans les années 1950-60. Finaliste (troisième) du concours du jeune footballeur en 1946, sélectionné de la Ligue du Nord et international militaires (1948), il joue à l'Amiens Athletic Club de 1944 à 1962. Il est désigné par les lecteurs du Courrier Picard dans l'équipe d'Amiens du siècle en 2000.
En 1963, il est le premier conseiller technique régional de football, à la Ligue de Paris de football.
En 1970, il fait partie de la première Direction technique nationale de la Fédération française de football, en compagnie de Henri Guérin, Michel Hidalgo et Gaby Robert, sous la direction de Georges Boulogne. Il reste à la DTN jusqu'en 1993.
De 1970 à 1988, il est successivement entraîneur des équipes de France Juniors, Espoirs, Olympiques, A', Amateurs et Militaires.
Président de l'Amicale des éducateurs de football, de 1994 à 1998, il est membre du Conseil fédéral de la FFF.
Son fils, Didier Braun est journaliste à L'Équipe.